# قطعنامه ۱۳۷۴ شورای امنیت
قطعنامه ۱۳۷۴ شورای امنیت سازمان ملل متحد که در تاریخ ۱۹ اکتبر ۲۰۰۱ تصویب شد، سندی بین‌المللی دربارهٔ بررسی وضعیت در آنگولا است. این قطعنامه طی نشست ۴۳۹۳ام با ۱۵ رای موافق، ۰ مخالف و ۰ ممتنع تصویب شد.